# Prehnit
Prehnit är ett grönaktigt mineral som består av hydroxidhaltig kalciumaluminiumsilikat. 

## Egenskaper
Prehnit kristalliserar i det ortorombiska kristallsystemet, oftast i form av stalaktitiska eller botryoidala aggregat, med endast toppen av de små kristallerna synliga i ytan. Endast mycket sällan bildar de distinkta kristallindivider med kvadratiskt tvärsnitt.

## Förekomst
Prehnit förekommer tillsammans med mineral såsom datolit, kalcit, apofylit, stilbit, laumontit, heulandit etc i håligheter i basaltstenar, men ibland även i graniter eller gnejser.
Mineralet förekommer i Alperna, Pyrenéerna och Sydafrika. Omfattande fyndigheter förekommer också i basalt i högplatån i centrala Nordterritoriet i Australien. I Sverige förekommer prehnit bland annat vid Bredsjönäs gruvor i Södermanland.
En blåaktigt grön variant chlorastrolit, förekommer som klumpar vid Isle Royal och Green Store Island.
Så kallad ädelit från Ädelfors i Småland är också en variant av prehmit.

## Användning

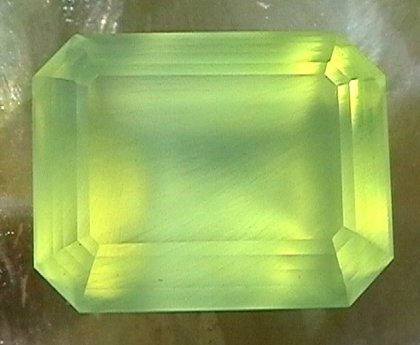
Åttkant (smaragdslipning) av prehnit, 1,85 x 1,42 cm

Prehnit kommer främst till användning för konstindustriella föremål.
Varianten chlorastrolit slipas ”en cabochon” och värderas högt.